# 電腦遊戲世界

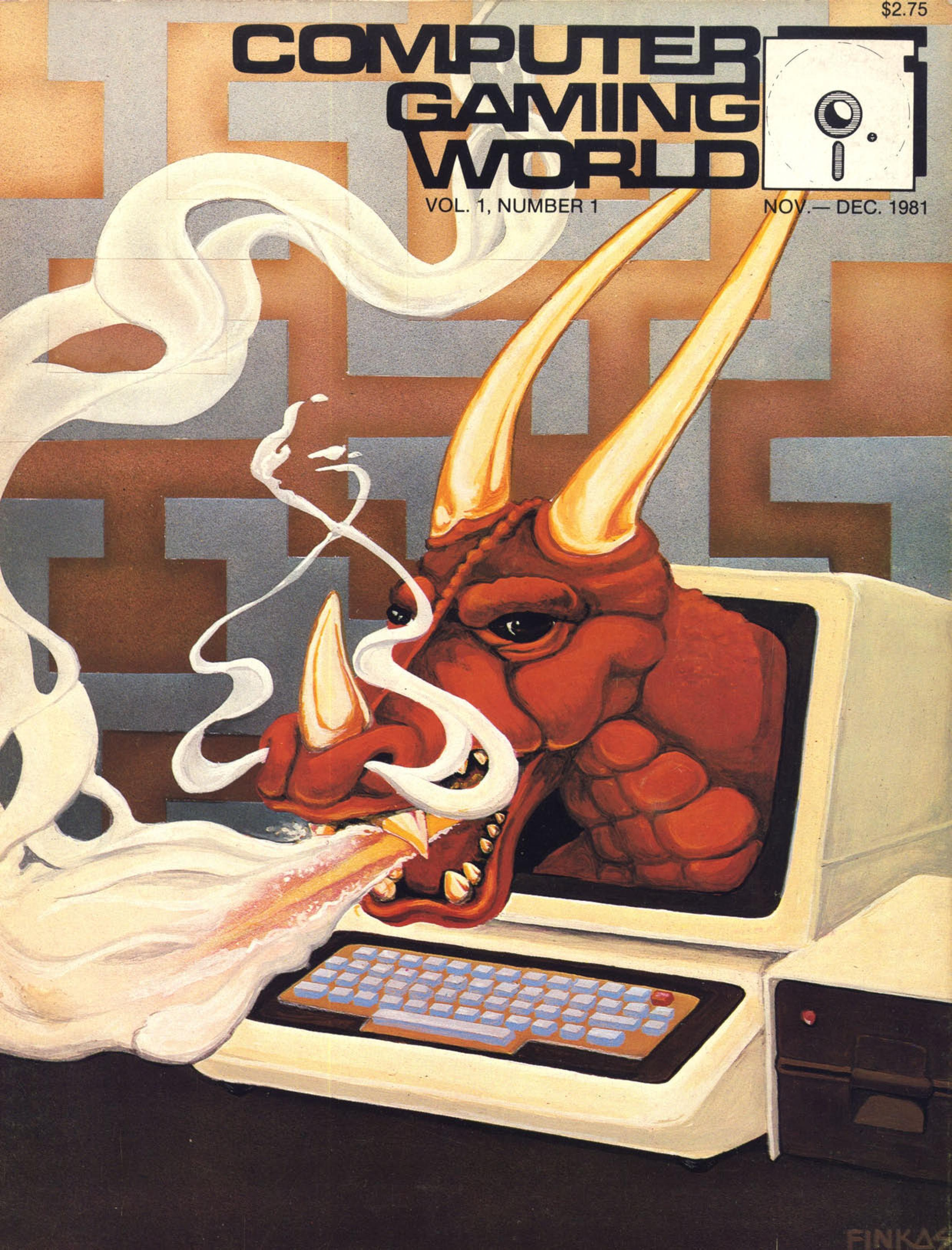
《電腦遊戲世界》封面

《電腦遊戲世界》是美国电脑游戏杂志，1981年创刊，2006年停刊。繁体中文版由智冠科技代理。

## 中文版
1991年至2004年间，智冠科技代理繁体中文版。但是部份英文版雜誌有的內容，中文版雜誌裡不見得找得到，尤其像是一些長篇的專題報導；智冠科技的說詞是在地化，所以主動拿掉一些他們自認為不合適的內容。
- 1991年8月，簽約發行《電腦遊戲世界》中文版，由85期開始[1]。
- 1998年2月，改名《遊戲世界》。[2]。
- 2004年9月，中文版停刊，與軟體世界雜誌合併。13年间發行共158期。[1]。